# Awi’el
Awi’el (hebr. אביאל) – moszaw położony w Samorządzie Regionu Allona, w dystrykcie Hajfa, w Izraelu.

## Położenie
Moszaw leży na południe od masywu górskiego Karmel, w otoczeniu miasteczek Binjamina-Giwat Ada i Zichron Ja’akow, moszawów Ammikam i Giwat Nili, oraz kibucu Regawim. Na północny zachód od moszawu znajduje się wojskowa baza Sił Obronnych Izraela.

## Historia
Moszaw został założony w 1949 roku przez członków izraelskiej prawicowej partii politycznej Herut. Nazwano go na cześć Israela „Avi'el” Epsteina, który był wysłannikiem Irgunu do Włoch, gdzie zginął 28 grudnia 1946 roku.

## Kultura i sport
W moszawie znajduje się ośrodek kultury oraz korty tenisowe.

## Gospodarka
Gospodarka moszawu opiera się na intensywnym rolnictwie i sadownictwie.

## Transport
Na wschód od moszawu przebiega autostrada nr 6, brak jednak możliwości bezpośredniego wjazdu na nią. Z moszawu wyjeżdża się na południowy zachód na drogę nr 654, którą dojeżdża się do miasteczka Binjamina-Giwat Ada i drogi nr 653. W kierunku północno-wschodnim jedzie się drogą nr 6533, którą dojeżdża się do moszawu Ammikam.